# Cors a l'Atlàntida
Cors a l'Atlàntida (títol original: Hearts in Atlantis) és una pel·lícula estatunidenca de Scott Hicks estrenada l'any 2001, segons dues novel·les curtes de  Hearts in Atlantis de Stephen King. Ha estat doblada al català

pòster de la pel·lícula

## Argument
De tornada al lloc de la seva infantesa per la mort del seu amic Sully, el fotògraf Bobby Garfield rememora l'estiu dels seus 11 anys l'any 1960 i la trobada, que no oblidarà mai, amb Ted Brautiganun, vell home misteriós que va esdevenir el seu mentor

## Repartiment
- Anthony Hopkins: Ted Brautigan
- Anton Yelchin: Bobby Garfield a 11 anys
- Hope Davis: Liz Garfield
- Mika Boorem: Carol/ Lily Agarbar
- David Morse: Bobby Garfield adult
- Alan Tudyk: Monte Man
- Tom Bower: Len Files
- Celia Weston: Alana Files
- Adam LeFevre: Donald Biderman
- Will Rothhaar: John L. Sullivan, anomenat "Sully-John"
- Deirdre O'Connell: Mrs. Agarbar
- Timmy Reifsnyder: Harry Doolin

## Al voltant de la pel·lícula
Encara que titulat Hearts in Atlantis, el film no adapta la segona novel·la del recull de Stephen King que porta també aquest títol. S'hi trobava el personatge de Carol Gerber anys més tard. D'altra banda si el film reprèn elements de l'última novel·la del recull, canvia sensiblement el final: Carol és realment morta i és la seva filla qui troba anys més tard el personatge principal (les dues joves són interpretades per la mateixa actriu, Mika Boorem). És una voluntat del director Scott Hicks. Igualment el guió original de William Goldman contenia encara referències als extraterrestres: el director ha volgut atenuar els elements més fantàstics.

## Rebuda
El film ha estat un fracàs comercial, informant aproximadament 30 milions de dòlars al box-office al món sencer, dels quals 24 milions Amèrica del Nord per a un pressupost de 31 milions.
Crítica
Ha rebut una acollida critica regular, recollint un 50 % de crítiques positives, amb una nota mitjana de 5,7/10 i sobre la base de 135 crítiques recollides, en el lloc Rotten Tomatoes
"Hi ha intriga i bones interpretacions en aquests 'cors'. (...) No subestimes l'atractiu d'un melodrama que està tan ben muntat. (...) Puntuació: ★★★ (sobre 4)"
"Un nostàlgic fiasco (...) Descriuria 'Hearts in Atlantis' com a pornografia emocional, només que la pel·lícula no transmet cap emoció genuïna."
"Hicks, l'estil del qual no supera al de 'Snow Falling on Cedars', prova ser un bon director per a aquest material."

### Premis i nominacions
Anton Yelchin ha aconseguit el premi Young Artist al millor jove actor per la seva interpretació del film. El film ha estat nominat al premi Satellite a la millor fotografia l'any 2002.